# Регион PAL

Телевизионная система по странам, до перехода на цифровое переключения. Страны, использующие систему PAL, показаны синим цветом.

Регион PAL — территория телевизионных публикаций, которая охватывает большую часть Европы и Африки, а также части Азии, Южной Америки и Океании. Она названа так из-за телевизионного стандарта PAL (Построчное изменение фазы), традиционно используемого в некоторых из этих регионов, и в отличие от стандарта NTSC, традиционно используемого в Японии и большей части Северной Америки.
В последнее время, поскольку большинство стран перестали использовать PAL, в отношении видеоигр термин «регион PAL» означает список регионов, которые он охватывал в прошлом.

## Список
Приведенные ниже страны и территории используют или когда-то использовали систему PAL. Многие из них конвертировали или конвертируют PAL в DVB-T (большинство стран), DVB-T2 (большинство стран), DTMB (Китай, Гонконг и Макао) или ISDB (Шри-Ланка, Мальдивы, Ботсвана и часть Южной Америки).

### PAL B, D, G, H, K или I
- Афганистан (использовался SECAM)[1]
- Ангола[1]
- Армения
- Бахрейн (введение DVB-T в оценку)[1]
- Бангладеш[1]
- Бутан[1]
- Босния и Герцеговина[1]
- Ботсвана[1]
- Британская Территория в Индийском Океане[1]
- Камерун[1]
- Кабо-Верде[1]
- Китай (Цифровой переход с использованием DTMB)[1]
- Остров Рождества
- Острова Кука (см. Новая Зеландия)
- Джибути[1]
- Египет (перешёл из SECAM 1990—1992)[1]
- Экваториальная Гвинея[1]
- Эритрея[1]
- Эсватини[1]
- Эфиопия[1]
- Фолклендские острова (только UHF)[1]
- Фиджи
- Гамбия[1]
- Гвинея-Бисау[1]
- Индонезия[1] (Отключение аналогового вещания запланировано на 2 ноября 2022 года; одновременное вещание в DVB-T с 2008 по 2012 год было изменено на DVB-T2 с 2012 года, и правительство планирует бесплатно раздать 7 миллионов STB DVB-T2 в апреле 2014 года
- Ирак[1](введение DVB-T в оценку)
- Израиль (введение DVB-T в оценку)
- Иордания[2] (введение DVB-T в оценку)
- Кирибати[1]
- Кувейт[1]
- Лаос (Однажды экспериментировал в PAL-M)[1]
- Ливан (Использование PAL для ливанских каналов. Каналы из Европы или даже из США не транслируются в аналоговом формате)
- Лесото[1]
- Либерия[1]
- Ливия
- Макао (PAL-I, DTMB введён с 15 июля 2008)
- Малави[1]
- Малайзия[2] (Запущен цифровой DVB-T2. Аналоговое отключение было завершено к концу октября 2019 года)
- Мальдивы[1]
- Маврикий
- Молдова
- Монголия
- Мозамбик[1]
- Мьянма
- Науру[1]
- Непал[1]
- Нигерия
- Ниуэ[1]
- Остров Норфолк (см. Австралия)
- КНДР (использовалась SECAM до 1990)[1]
- Оман (введение DVB-T в оценку)[1]
- Пакистан[1]
- Государство Палестина (введение DVB-T в оценку)
- Папуа — Новая Гвинея[1]
- Остров Святой Елены (Две услуги аналогового телевидения PAL-I, предоставляемые BFBS)
- Самоа[1]
- Сейшельские Острова[1]
- Сьерра-Леоне[1]
- Соломоновы Острова
- Сомали[1]
- Южный Судан
- Шри-Ланка[1]
- Судан[1]
- Сирия (вместе с SECAM)[1]
- Восточный Тимор
- Тонга[1] (PAL, похоже, бросили. Аналоговое отключение запланировано на 15 июня 2015 года. Одновременная трансляция в DVB-T)
- Тунис
- Турция
- Тувалу[1]
- Уганда[1]
- Вануату[1]
- Вьетнам[1]
- Йемен[1] (введение DVB-T)
- Зимбабве[1]

### PAL-M
- Бразилия (Видео H264 через ISDB-T с разрешением 480i при 60 Гц (SD) или 1080i при 60 Гц (HD), одновременная трансляция в цифровом формате ISDB-Tb, также называемом SBTVD), обновление ISDB-T, началось в декабре 2007 года. Вещание PAL находится на завершающей стадии отказа, полное закрытие запланировано на 2023 год.

### PAL-N
- Аргентина (Видео H264 через ISDB-T с разрешением 576i при 50 Гц (SD) или 1080i при 50 Гц (HD)
- Парагвай (Одновременная трансляция ISDB-T)
- Уругвай (Одновременная трансляция ISDB-T)

### Страны и территории, которые прекратили использование PAL
Следующие страны больше не используют PAL для наземного вещания и находятся в процессе перехода с PAL (кабельного) на DVB-T.
| Страна             | Переключение на          | Завершение переключения                                  |
| ------------------ | ------------------------ | -------------------------------------------------------- |
| Албания            | DVB-T2                   | 1 октября 2019                                           |
| Андорра            | DVB-T                    | 25 сентября 2007                                         |
| Австралия          | DVB-T                    | 10 декабря 2013                                          |
| Австрия            | DVB-T и DVB-T2           | 7 июня 2011                                              |
| Азербайджан        | DVB-T                    | 17 июня 2015                                             |
| Бельгия            | DVB-T                    | 1 марта 2010                                             |
| Бруней             | DVB-T                    | 1 января 2015                                            |
| Болгария           | DVB-T                    | 30 сентября 2013                                         |
| Камбоджа           | DVB-T2                   | 1 января 2015                                            |
| Хорватия           | DVB-T                    | 20 октября 2010                                          |
| Кипр               | DVB-T                    | 1 июля 2011                                              |
| Чехия              | DVB-T                    | 30 июня 2012                                             |
| Дания              | DVB-T и DVB-T2           | 1 ноября 2009                                            |
| Эстония            | DVB-T                    | 1 июля 2010                                              |
| Фарерские острова  | DVB-T                    | Декабрь 2002                                             |
| Финляндия          | DVB-T и DVB-T2           | 1 сентября 2007                                          |
| Грузия             | DVB-T                    | 1 июля 2015                                              |
| Германия           | DVB-T и DVB-T2           | 4 июня 2009                                              |
| Гана               | DVB-T2                   | Июль 2015                                                |
| Греция             | DVB-T                    | 6 февраля 2015                                           |
| Гибралтар          | DVB-T                    | 31 декабря 2012                                          |
| Гернси             | DVB-T                    | 17 ноября 2010                                           |
| Гонконг            | DTMB                     | 1 декабря 2020                                           |
| Венгрия            | DVB-T и DVB-T2           | 31 октября 2013                                          |
| Исландия           | DVB-T и DVB-T2           | 2 февраля 2015                                           |
| Индия              | DVB-T                    | 31 марта 2015                                            |
| Иран               | DVB-T                    | 19 декабря 2014                                          |
| Ирландия           | DVB-T                    | 24 октября 2012                                          |
| Остров Мэн         | DVB-T                    | 24 октября 2012                                          |
| Израиль            | DVB-T и DVB-T2           | 13 июня 2011                                             |
| Италия             | DVB-T                    | 4 июля 2012                                              |
| Джерси             | DVB-T                    | 17 ноября 2010                                           |
| Кения              | DVB-T                    | Март 2015                                                |
| Латвия             | DVB-T                    | 1 июня 2010                                              |
| Литва              | DVB-T                    | 29 октября 2012                                          |
| Люксембург         | DVB-T                    | 1 сентября 2006                                          |
| Северная Македония | DVB-T                    | 31 мая 2013                                              |
| Мальта             | DVB-T                    | 31 октября 2011                                          |
| Монако             | DVB-T                    | 24 мая 2011                                              |
| Черногория         | DVB-T                    | 17 июня 2015                                             |
| Намибия            | DVB-T                    | 13 сентября 2014                                         |
| Нидерланды         | DVB-T                    | 14 декабря 2006                                          |
| Новая Зеландия     | DVB-T                    | 1 декабря 2013                                           |
| Норвегия           | DVB-T                    | Декабрь 2009                                             |
| Польша             | DVB-T                    | 23 июля 2013                                             |
| Португалия         | DVB-T                    | 26 апреля 2012                                           |
| Катар              | DVB-T и DVB-T2           | 13 февраля 2012                                          |
| Румыния            | DVB-T2                   | 31 декабря 2016                                          |
| Руанда             | DVB-T                    | Март 2014                                                |
| Сан-Марино         | DVB-T                    | 2 декабря 2010                                           |
| Саудовская Аравия  | DVB-T и DVB-T2           | 13 февраля 2012                                          |
| Сербия             | DVB-T2                   | 7 июня 2015                                              |
| Сингапур           | DVB-T2                   | 2 января 2019                                            |
| Словакия           | DVB-T                    | 31 декабря 2012                                          |
| Словения           | DVB-T                    | 1 декабря 2010                                           |
| ЮАР                | DVB-T                    | 2015 год (по состоянию на 2018 год PAL все еще работает) |
| Испания            | DVB-T и DVB-T2           | 3 апреля 2010                                            |
| Швеция             | DVB-T и DVB-T2           | 29 октября 2007                                          |
| Швейцария          | DVB-T                    | 26 ноября 2007                                           |
| Танзания           | DVB-T                    | Июль 2014                                                |
| Таиланд            | DVB-T2                   | 26 марта 2020                                            |
| Украина            | DVB-T и DVB-T2           | 31 декабря 2016                                          |
| ОАЭ                | DVB-T и DVB-T2           | 13 февраля 2012                                          |
| Великобритания     | DVB-T (SD) и DVB-T2 (HD) | 24 октября 2012                                          |
| Замбия             | DVB-T2                   | 31 декабря 2014                                          |

## Работа на частоте 60 Гц
В середине 1990-х годов практика модификации консолей, таких как Super NES и Mega Drive, для обеспечения работы с частотой 60 Гц стала довольно распространенной среди игроков PAL, из-за роста числа телевизоров PAL с поддержкой NTSC / 60 Гц и относительно простого характера модификаций. Начиная с Amiga CD32, которая представила более мощное оборудование, разработчики получили возможность выводить данные в полном разрешении PAL без границ или растяжения, хотя игры по-прежнему обычно запускались медленнее и все работали на частоте 50 Гц. Начиная с Dreamcast и продолжая до шестого поколения консолей, разработчики начали включать режимы PAL60 в свои игры. Игры, работающие на частоте PAL60, производятся с той же системой цветового кодирования, что и сигналы PAL частотой 50 Гц, но с разрешением NTSC и частотой воспроизведения 60 Гц, что обеспечивает идентичный игровой опыт их аналогам NTSC, однако некоторые игры, такие как Tekken 4 и Tekken 5, фактически будут использовать цветовой режим NTSC в режиме 60 Гц эти игры будут отображаться в черно-белом цвете на телевизорах только с поддержкой PAL. Бразильский PAL-M всегда работает в диапазоне 60 Гц.

## Критика видеоигр региона PAL
Игры, портированные на PAL, исторически были известны тем, что скорость игры и частота кадров уступали их аналогам NTSC. Поскольку стандарт NTSC составляет 60 полей / 30 кадров в секунду, а PAL — 50 полей / 25 кадров в секунду, игры были замедлены примерно на 16,7 %, чтобы избежать проблем с синхронизацией или невозможных изменений кода. Полностью подвижное видео, отрисованное и закодированное японскими / американскими разработчиками (NTSC) со скоростью 30 кадров в секунду, часто уменьшало дискретизацию до 25 кадров в секунду или считалось видео со скоростью 50 кадров в секунду для выпуска PAL — обычно с помощью уменьшения 3: 2, что приводило к дрожанию. В дополнение к этому, увеличенное разрешение PAL не использовалось во время преобразования, создавая эффект псевдо экранного каше с границами сверху и снизу, который выглядит как экранное каше 14: 9, и оставляя графику слегка сжатой из-за неправильного соотношения сторон, вызванного границами. Это было особенно распространено в 8-битном и 16-битном поколениях, когда использовалась почти исключительно 2D-графика. Геймплей многих игр с акцентом на скорость, таких как оригинальный Sonic the Hedgehog для Sega Genesis / Mega Drive, пострадал в их предыдущих воплощениях.
Несмотря на возможность и популярность игр с частотой 60 Гц PAL, многие известные игры, особенно для консоли PlayStation 2, были выпущены только в версиях с частотой 50 Гц. Square Enix уже давно подвергается критике со стороны PAL-геймеров за их плохую конверсию в PAL. Final Fantasy X, например, работает только в режиме 50 Гц, что означает, что он работает на 16,7 % медленнее, чем версия NTSC, и имеет верхнюю и нижнюю границы; хотя эта практика была распространена в предыдущих поколениях, современные потребители на момент выпуска сочли ее непростительной. Напротив, Dreamcast была первой системой с поддержкой PAL60, и подавляющее большинство игр PAL предлагали режимы 50 и 60 Гц без низких скоростей. PAL GameCube также предлагал 60 Гц почти для каждого выпущенного тайтла. Xbox включала общесистемную опцию PAL60 на панели управления, причем почти каждая игра поддерживала PAL60. Консоли седьмого поколения PAL Xbox 360, PlayStation 3 и Wii также поддерживают общесистемную частоту 60 Гц.
Начиная с восьмого поколения, такие консоли, как Wii U, PlayStation 4, Xbox One и Nintendo Switch, имеют все игры исключительно с частотой 60 Гц, при этом 50 Гц используются только для воспроизведения видео, а в случае Wii U — обратная совместимость с играми Wii и Virtual Console. 
Однако эта проблема не возникает в бразильском PAL-M, поскольку он в основном основан на стандарте NTSC (с частотой кадров почти 30 кадров в секунду), но не на кодировании несущей цвета, которое аналогично кодированию PAL.

## Рекомендации
1. 1 2 3 4 5 6 7 8 9 10 11 12 13 14 15 16 17 18 19 20 21 22 23 24 25 26 27 28 29 30 31 32 33 34 35 36 37 38 39 40 41 42 43 44 45 46 47 48 49 50 51  Michael Hegarty. Classrooms for Distance Teaching and Learning: A Blueprint / Michael Hegarty, Anne Phelan, Lisa Kilbride. — Leuven University Press, 1998-01-01. — P. 260–. — ISBN 978-90-6186-867-5. Архивная копия от 11 июня 2019 на Wayback Machine
2. 1 2  Archived copy. Дата обращения: 9 декабря 2017. Архивировано из оригинала 21 февраля 2016 года.
3. ↑  TV og radio. Дата обращения: 7 мая 2022. Архивировано 8 декабря 2016 года.
4. ↑  Switching Off Analogue TV Will Lock Out Many In Africa. Дата обращения: 7 мая 2022. Архивировано 26 марта 2015 года.
5. ↑  GamesRadar+. computerandvideogames.com.